# Przedsionek ucha wewnętrznego

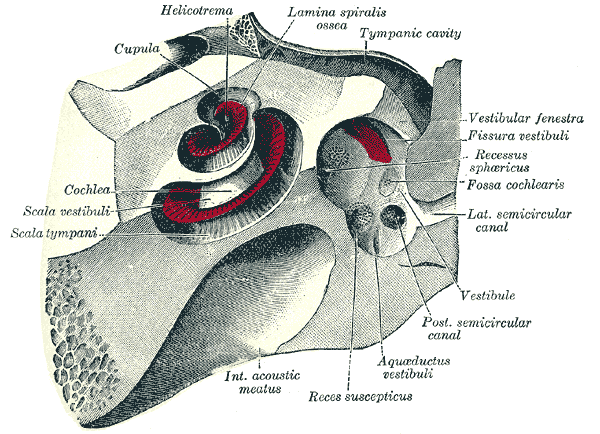
Błędnik kostny – widok z góry po odfrezowaniu górnej części piramidy. Przedsionek widoczny po stronie prawej (zaznaczony jako Vestibule)

Przedsionek (łac. vestibulum) – w anatomii człowieka środkowa część błędnika kostnego położona między ślimakiem a kanałami półkolistymi.
Od przyśrodka graniczy z dnem przewodu słuchowego wewnętrznego a od boku z przyśrodkową ścianą jamy bębenkowej. Zawiera on dwa elementy błędnika błoniastego: łagiewkę i woreczek. Z jamą bębenkową połączony jest dwoma otworami: okienkiem przedsionka (dawnej okienko owalne), które od strony jamy bębenkowej zamknięte jest przez podstawę strzemiączka oraz okienkiem ślimaka (dawnej okienko okrągłe). Zamknięte jest ono błoną bębenkową wtórną. Do przodu przedsionek łączy się ze ślimakiem, a do tyłu przechodzi w kanały półkoliste. Na ścianie przyśrodkowej przedsionka znajduje się wąska listewka kostna – grzebień przedsionka (łac. crista vestibuli), która dzieli go na dwa zagłębienia: położony ku tyłowi zachyłek eliptyczny (łac. recessus ellipticus), w którym spoczywa łagiewka oraz leżący do przodu zachyłek kulisty (łac. recessus sphericus), w którym znajduje się woreczek. Wymiar pionowy i strzałkowy przedsionka wynosi 6 milimetrów a poprzeczny 3–4 mm. Ku dołowi grzebień przedsionka rozdwaja się i obejmuje zachyłek ślimakowy (łac. recessus cochlearis). Znajduje się w nim kątnica przedsionkowa przewodu ślimaka.
Przyśrodkowo przedsionek połączony jest z przewodem słuchowym wewnętrznym za pośrednictwem plamek sitkowatych (łac.maculae cribrosae). Plamki sitkowate są obszarami, w których znajdują się liczne małe otworki, przez które do przedsionka przechodzą włókna gałęzi nerwu przedsionkowo-ślimakowego. Plamka sitkowata górna (łac. macula cribrosa superior) zawiera włókna nerwu łagiewkowego i nerwów bańkowych przedniego i bocznego. Znajduje się ona w części górnej zachyłka eliptycznego, a od strony przewodu słuchowego wewnętrznego odpowiada jej pole przedsionkowe górne. W dolnej części zachyłka eliptycznego mieści się plamka sitkowata dolna (łac. macula cribrosa inferior), przez którą przechodzą włókna nerwu bańkowego tylnego, który zmierza kanałem pojedynczym od strony przewodu słuchowego wewnętrznego. Plamka sitkowata środkowa (łac. macula cribrosa media) znajduje się w zachyłku kulistym przedsionka. Przechodzą przez nią włókna nerwu woreczkowego. Po stronie przewodu słuchowego wewnętrznego odpowiada jej pole przedsionkowe dolne. W centralnej części zachyłka eliptycznego pomiędzy plamkami sitkowatymi górną i dolną znajduje się otwór wewnętrzny kanalika przedsionka (łac. apertura interna canaliculi vestibuli), który zawiera przewód śródchłonki. Otwór wewnętrzny kanalika przedsionka dalej przechodzi w wodociąg przedsionka.